# Corydoras kanei
Corydoras kanei är en fiskart som beskrevs av Grant, 1998. Corydoras kanei ingår i släktet Corydoras och familjen Callichthyidae. Inga underarter finns listade i Catalogue of Life.